# Лилич, Галина Алексеевна
Гали́на Алексе́евна Ли́лич (1926—2012) — советский и российский лингвист-богемист, педагог, доктор филологических наук (1982), профессор (1979).  Заслуженный работник высшей школы Российской Федерации (1999), 
почётный профессор Санкт-Петербургского государственного университета (2003).

## Биография
Родилась 10 июля 1926 года в селе Троицк, Ковылкинского района Мордовской АССР.
С 1943 по 1948 год обучалась на русском отделении филологического факультета Ленинградского государственного университета, с 1948 по 1951 год обучалась в аспирантуре при этом факультете. С 1951 по 1952 год стажировалось в Праге в Карловом университете, где прослушала курсы известных лингвистов-славистов и филологов Карела Горалека, Александра Исаченко, Богуслава Гавранека, Франтишека Травничека. С 1952 года на педагогической работе в Ленинградском университете в должностях: ассистента, доцента и профессора кафедры славянской филологии филологического факультета.
В 1956 году Г. А. Лилич была утверждена в учёной степени кандидат филологических наук по теме: «Обогащение словарного состава чешского языка в результате установления в Чехословакии народно-демократического строя», в 1982 году — доктор филологических наук по теме: «Роль русского языка в развитии словарного состава чешского литературного языка (конец XVIII — начало XIX века)». В 1961 году приказом ВАК ей было присвоено учёное звание доцента, в 1979 году — профессор по кафедре славянской филологии. В 2003 году ей было присвоено звание почётного профессора СПбГУ.

## Научно-педагогическая деятельность
Основная научно-педагогическая деятельность Г. А. Лилич связана с вопросами в области филологии, лексических заимствований из русского языка в чешский и историко-культурного обстоятельства, стимулировавшие это заимствование, исследование славянских переводов Библии и их влияния на развитие славянских литературных языков. 
Основная библиография: «Обогащение словарного состава чешского языка в результате установления в Чехословакии народно-демократического строя» (Л.: 1956), «Чешско-русский кожевенно-обувной словарь» (М.: 1962), «Славянская филология» (Л.: 1969), монография «Роль русского языка в развитии словарного состава чешского литературного языка (конец XVIII — начало XIX века)» (Л.: 1982), «Проблемы фразеологической семантики» (1996:  ISBN 5-288-01651-8)
В 1999 году Указом Президента России «За заслуги в научной работе, значительный  вклад в дело подготовки высококвалифицированных специалистов» Г. А. Лилич была удостоена почётного звания Заслуженный работник высшей школы Российской Федерации.
Скончалась 23 декабря 2012 года в Санкт-Петербурге.

## Награды
- Заслуженный работник высшей школы Российской Федерации (1999)[4]
- Благодарность Президента Российской Федерации (2005 — «За большой вклад   в подготовку высококвалифицированных специалистов и многолетнюю плодотворную  деятельность»)[5]